# Гиндэрешти
Гиндэрешти (рум. Ghindărești) — коммуна в Румынии, жудец Констанца.

## Население
Численность населения, по данным переписи 2011 года, составила 1923 человек, из них 97,5 % — русские и 2,4 % — румыны. В 2002 году 95,9 % населения были старообрядцами, а 3,7 % — православными. Около 40 % населения находятся на заработках за границей, главным образом в Италии, среди оставшихся 15 % занимаются рыболовством и 20 % — земледелием.

## История
Первое упоминание липован в этой местности датируется 15 октября 1837 года. Гиндерешть (Новенькое) было основано в ходе поздней волны переселения старообрядцев в Добруджу в урочище, носившем тюркское название Кыздырегити. С 1966 года коммуна Гиндерешть существует как административное образование.

## Достопримечательности
27 сентября 2010 года в селе Гиндерешть (Новенькое) на скале на правом берегу Дуная был воздвигнут восьмиконечный православный крест высотой 12 м.